# Tragedia della Svenskehuset

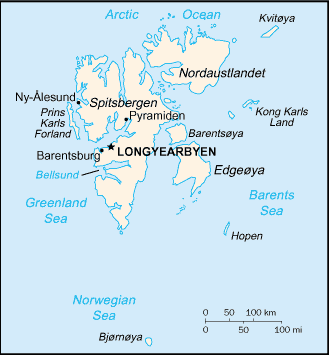
La collocazione della Svenskehuset a Spitsbergen.

La Tragedia della Svenskhuset fu un evento accaduto nell'inverno del 1872–73 dove diciassette uomini morirono in una casa isolata a Spitsbergen, Svalbard. La causa della morte venne per lungo tempo ritenuta lo scoppio di un'epidemia di scorbuto, ma ricerche condotte nel 2008 hanno rivelato un avvelenamento da piombo. La Svenskehuset è attualmente un sito culturale tutelato.

## La tragedia
La Svenskhuset (letteralmente: "Casa svedese") è la casa più antica di Spitsbergen. L'abitazione venne eretta dagli svedesi a Capo Thordsen a Isfjorden, pensata per trascorrere i duri inverni sul posto. Un gruppo di cacciatori di foche norvegesi si trovava sull'isola nell'autunno del 1872. Alla ricerca di assistenza, incontrarono l'esploratore suedo-finlandese Adolf Erik Nordenskiöld, che stava conducendo una spedizione nell'area. Nordenskiöld non aveva modo di accomodare tutti i cacciatori e pertanto alcuni di loro avrebbero raggiunto la Svenskhuset, dove sapevano avrebbero trovato cibo, carbone ed equipaggiamenti adeguati. Vennero prescelti diciassette uomini senza famiglia (quasi presagendo l'imminente tragedia) e, il 14 ottobre 1872, vennero avviati verso l Svenskhuset a bordo di barche. Il percorso era di 350 km ed il gruppo impiegò sette giorni per giungere a destinazione.
L'estate successiva una nave norvegese, capitanata da Fritz Mack di Tromsø, lasciò la Norvegia per recuperarli. Non appena la ciurma fu sbarcata, all'esterno della casa trovò i corpi di cinque cacciatori avvolti in coperte di tela catramata. Sulla porta, chiusa dall'interno, venne disegnato un segnale di divieto di accesso. All'interno vennero ritrovati i corpi dei restanti uomini seduti sulle sedie, sui letti e sul pavimento. In tutto vennero ritrovati quindici corpi. Altri due corpi vennero scoperti da un gruppo di ricercatori alcuni anni dopo. Uno dei cacciatori di foche, Karl Albertsen, aveva tenuto un diario durante la propria permanenza nella casa. Questo diario racconta di un uomo di nome Hans Hansen che fu il primo a morire, a novembre di quell'anno. Per Natale ormai tutti nella casa si erano ammalati. L'ultima pagina scritta del diario era datata al 19 aprile. Si presume che Albertsen sia stato l'ultimo a morire.

## La spedizione del 2008

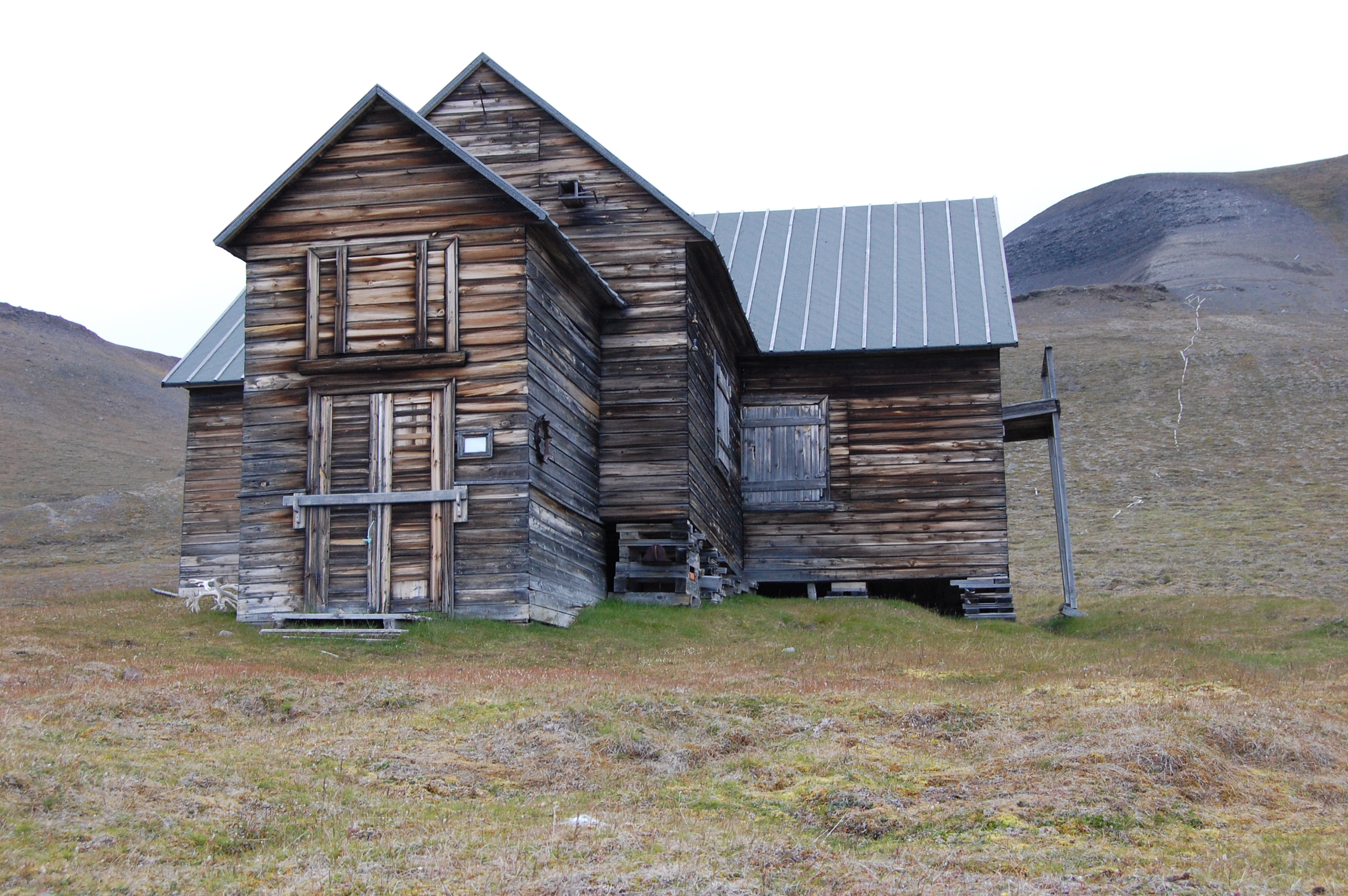
La Svenskehuset a Spitsbergen nel 2010

La grande quantità di cibo e di carbone presenti nella dispensa della casa ha fatto escludere assolutamente l'ipotesi della morte del gruppo per fame o freddo. Per lungo tempo si è pensato che gli uomini fossero morte di scorbuto, una malattia che scoppia per la mancanza di vitamina C e che è comune nelle regioni polari. Alcuni dati però a tal proposito si presentano contrastanti: tutti gli uomini si ammalarono nel medesimo periodo, fatto che potrebbe far pensare alla causa dello scorbuto ma dalle pagine del diario ritrovato si evince come il gruppo sapesse dei pericoli dello scorbuto e di come evitarlo. La morte per tubercolosi, o botulismo fu tra le altre teorie proposte.
Nel 2007, il dottor Ulf Aasebø e lo storico Kjell Kjær chiesero il permesso di aprire le tombe delle vittime della tragedia per stabilirne la corretta causa di morte. Essi avevano infatti pensato che i pescatori potessero essere morti per avvelenamento da piombo e non di scorbuto. Il sigillante sulle lattine di cibo del XIX secolo era infatti composto per oltre il 50% da piombo. In un primo momento il permesso venne negato dal Riksantikvaren, ma dopo la rielaborazione della richiesta per propositi scientifici e la spiegazione del metodo di studio, il permesso venne garantito nel luglio del 2008.
I ricercatori rimasero a Capo Thordsen dal 7 al 9 agosto 2008. Alcune delle tombe aperte contenevano ancora i letti su cui gli uomini erano morti, ghiacciati in un unico blocco. Questi corpi erano così ben preservati che la spedizione si spinse anche oltre nelle ricerche, ma non poté prelevare dei campioni per questioni etiche e pratiche. Due altri corpi invece vennero ritrovati sepolti in una tomba doppia e pertanto fu possibile trarre dei campioni dagli scheletri. Gli studi effettuati in laboratorio confermarono la teoria in quanto nelle ossa degli scheletri venne ritrovata un'alta concentrazione di piombo. Secondo Kjær il successo scientifico della spedizione ebbe soprattutto il merito di ristabilire la loro reputazione postuma, salvandoli dall'accusa di imperizia.